# Maserati MC12
El Maserati MC12 es un automóvil superdeportivo producido por el fabricante italiano Maserati durante los años 2004 y 2005 para competir en el Campeonato FIA GT, un campeonato de gran turismos organizado por la Federación Internacional del Automóvil. 
En su primer año de producción se fabricaron 30 unidades, de las cuales 5 no eran para la venta; al año siguiente, se fabricaron 30 más, resultando un total de 60 unidades producidas en dos años. Se vendieron 50 coches por 600 000 € a clientes seleccionados.
El MC12 usa el chasis del Ferrari Enzo, pero es mayor en todas sus dimensiones. Su motor de gasolina es un V12 atmosférico de 6.0 litros de cilindrada, cuatro válvulas por cilindro y 632 CV (623 HP; 465 kW) de potencia máxima. La velocidad máxima del MC12 es de 330 km/h (205 mph), contra los 350 km/h (217 mph) del Ferrari Enzo.
El MC12 supuso el retorno de Maserati a la competición después de 37 años de ausencia. La versión de calle fue producida con la finalidad de poder homologar la versión de carreras, dado que uno de los requisitos para la participación en el campeonato FIA GT es la producción de, al menos, 25 vehículos de calle. Así, tres modelos GT1 del MC12 participaron en el campeonato FIA GT obteniendo buenos resultados, entre ellos un primer puesto en 2004 en la carrera de Zhuhai, China. En 2005, los MC12 corrieron en la American Le Mans Series, pero sufrieron penalizaciones por exceder del tamaño máximo permitido.

## Diseño y desarrollo
El diseño del Maserati MC12 fue ideado mientras Maserati era propiedad de Ferrari, con la intención de crear un vehículo de carreras para Maserati y que fuera apto para competir en el campeonato FIA GT. 
Su nombre inicial fue MCC, siglas de Maserati Corse Competizione, teniendo también bajo la dirección de Giorgio Ascanelli el nombre alternativo de MCS.
La forma de la carrocería fue desarrollada a partir de una idea de Giorgetto Giugiaro durante una prueba en el túnel de viento, aunque la idea general del diseño fue de Frank Stephenson. Esa primera forma, aunque resultaría al final muy similar a la del MC12, presentaba varias diferencias relevantes respecto de este, siendo la más notable el alerón trasero.
Andrea Bertolini fue el piloto de pruebas principal durante el desarrollo, aunque parte del trabajo fue realizado por Michael Schumacher, probando frecuentemente el MCC en el Circuito de Fiorano.
Cuando el MCC estaba en una fase de desarrollo muy avanzada, se dejó de denominar MCS y se anunció el que sería su nombre definitivo MC12.
El MC12 está basado, en gran medida, en el Ferrari Enzo, con el que comparte el mismo motor Ferrari Dino V12, con pequeñas modificaciones. También, utiliza el mismo cambio de marchas (bajo el nombre de Cambiocorsa), el mismo chasis e, incluso, la longitud del eje entre ruedas es la misma. Las diferencias están en la forma exterior, pues el MC12 es más ancho, más largo y sensiblemente más bajo. El parabrisas es el único elemento exterior visible que comparte con el Ferrari Enzo. Al tener una longitud mayor y un alerón trasero de 2 metros, ofrece una fuerza de sujeción superior.

## Especificaciones técnicas

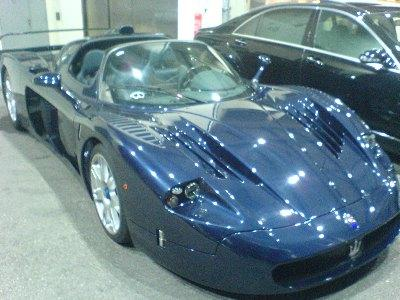
Un Maserati MC12 repintado de azul.

El MC12 es un cupé de dos puertas con un techo semi-descapotable (targa), aunque el techo separable no se puede guardar en el vehículo. La distribución medio-trasera (motor entre ejes, pero detrás de la cabina) mantiene el centro de gravedad en el centro del vehículo, lo cual incrementa la estabilidad y mejora el paso por curva. La distribución de pesos permanente es 41% delante: 59% atrás; en marcha, sin embargo, la fuerza de atracción procedente del alerón trasero afecta a la distribución, haciendo que a 200 km/h (124 mph) la distribución de pesos efectiva sea de 34% delante: 66% atrás.

### Interior
Aunque el automóvil fue diseñado como un vehículo homologado y fue una modificación de un vehículo de carreras, el interior se pensó para ser lujoso: presenta una mezcla de cubrimiento de fibra de carbono, piel azul y "Brightex" plateado, un material sintético que se encontró "muy caro para la industria de la moda". La consola central representa el reloj analógico oval característico de Maserati y el botón de encendido es azul.
Este interior ha sido criticado por su falta de radio, estéreo o de un lugar para instalar posteriormente un sistema de sonido.
Aporta como sistema de seguridad dos airbags frontales.

### Exterior
La carrocería del vehículo, realizada completamente en fibra de carbono, fue sometida a múltiples pruebas en el túnel de viento para conseguir la máxima fuerza de atracción en todas las superficies. El resultado fue un alerón trasero de 2 m (79 plg), pero de solo 30 mm (1,2 plg) de grosor; la parte inferior del vehículo es lisa y el parachoques trasero dispone de difusores para mejorar la fuerza descendente y el agarre.
El aire es aspirado dentro del compartimiento del motor a través de una prensa de aire que lo enfría para mejorar la combustión; su posición en la parte superior de la cabina hace que el vehículo sea más alto que el Ferrari Enzo. 
El exterior solo está disponible en una combinación de blanco y azul, un homenaje al equipo de carreras de America Camoradi que pilotó el Maserati Tipo Birdcages a principios de los años 1960.
El vehículo ha sido criticado por su tamaño: muy largo y más ancho que un Hummer H2. Esto, combinado con la falta de una luneta trasera, complica en el MC12 la maniobra de aparcamiento.

### Motor
El MC12 tiene un motor V12 a 65° derivado del Ferrari Enzo de 5998 cm³ (6 L; 366 plg³) montado longitudinalmente, con un peso de 232 kg (511 lb). Cada cilindro tiene cuatro válvulas, lubricadas por un sistema de cárter seco y con una relación de compresión de 11.2:1. Todo esto combinado proporciona un par motor máximo de 66,5 kg·m (652 N·m) a las 5.500 rpm y una potencia máxima de 632 CV (623 HP; 465 kW) a las 7.500 rpm. La línea roja de las revoluciones está en 7.500, a pesar de ser seguro llegar hasta 7.700, ya que el Ferrari Enzo tiene la línea roja en las 8.200 revoluciones.
El Maserati MC12 puede acelerar de 0 a 100 km/h (62 mph) en 3,8 segundos (aunque en una prueba de la revista Motor Trend se consiguió en 3,7 segundos) y llegar a 200 km/h (124 mph) en 9,9 segundos. El MC12 puede completar el cuarto de milla empezando parado en 11,3 segundos con una velocidad final de 200 km/h (124 mph) o un kilómetro en 20,1 segundos. La velocidad máxima del Maserati MC12 es de 330 km/h (205 mph).
La potencia es transmitida a las ruedas por una transmisión semiautomática de seis velocidades montada en la parte trasera. Como ya se ha dicho, la caja de cambios es la misma que la del Ferrari Enzo, modificada para tener una relación de marchas diferente y con el nuevo nombre de "Maserati Cambiocorsa". Proporciona un tiempo de cambio de 150 milisegundos. Es mecánica con embrague de dos platos de 215 mm (8,5 plg).

#### Relación de marchas
En la siguiente tabla se muestra la relación de marchas de las seis velocidades del Maserati MC12. Se entiende como relación de marchas o razón de cambio la proporción existente entre la rueda y el piñón. Por ejemplo, una razón de cambio 4:1 quiere decir que por cada vuelta completa que da el piñón de la marcha, la rueda da cuatro vueltas.
| Marcha   | 1      | 2      | 3      | 4      | 5      | 6      | Conducción final |
| -------- | ------ | ------ | ------ | ------ | ------ | ------ | ---------------- |
| Relación | 3.15:1 | 2.18:1 | 1.57:1 | 1.19:1 | 0.94:1 | 0.71:1 | 4.10:1           |

### Chasis

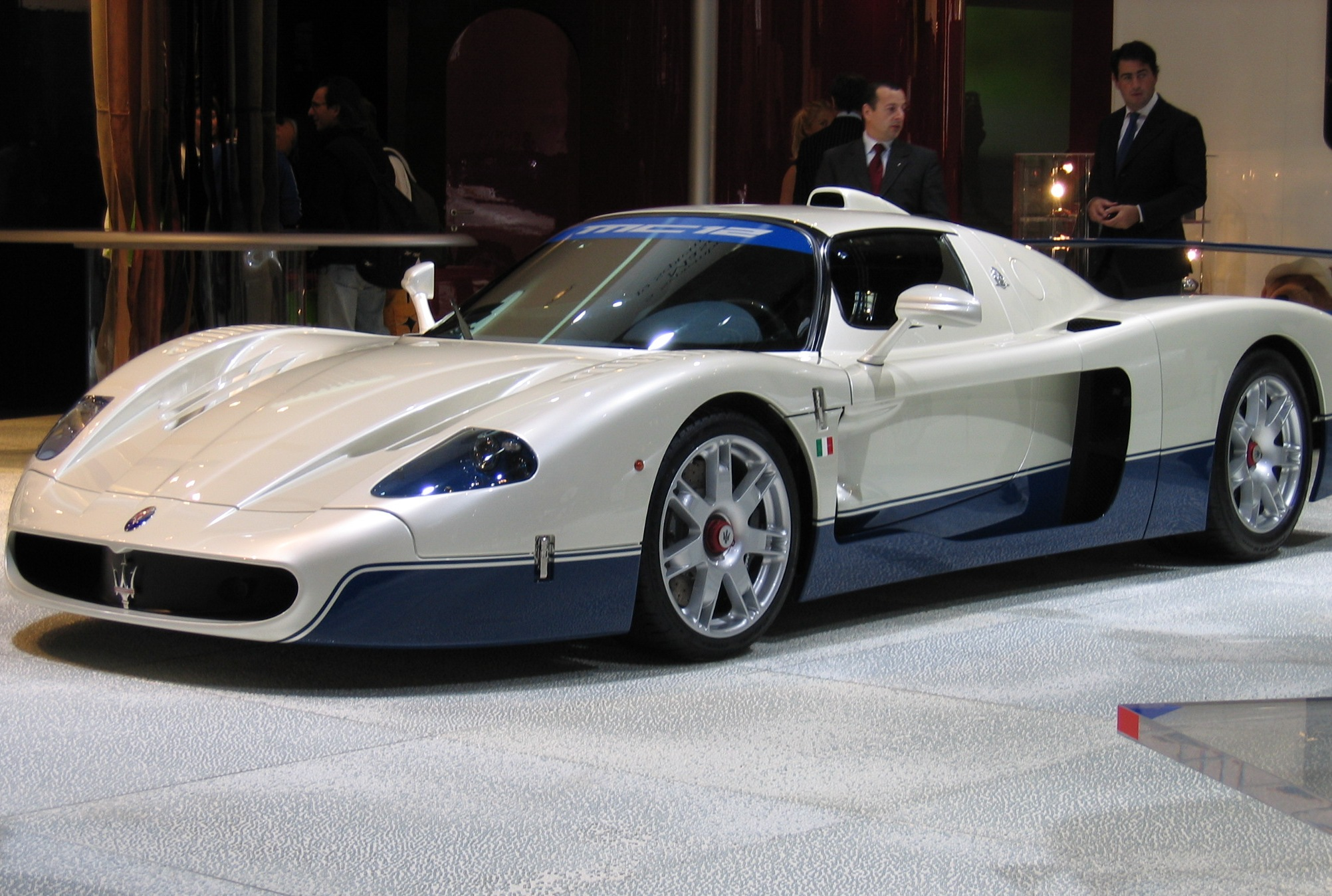
Un MC12 en el Salón del Automóvil de París de 2004.

El chasis del MC12 es un monocasco fabricado con carbono y nomex, con un sub-chasis de aluminio delante y detrás. Está dotado de una barra estabilizadora para proveerlo de más fortaleza, comodidad y seguridad.
La suspensión de doble brazo con una barra de empuje con muelles proporciona estabilidad y los amortiguadores buscan suavizar las sensaciones de los pasajeros durante el viaje.
Durante la marcha, y presionado un botón que extiende la suspensión frontal, la parte delantera del vehículo se puede levantar para los baches y montículos.
Hay dos modos para el chasis, que pueden seleccionarse también desde un botón en la cabina llamado Sport (para el chasis deportivo), la configuración por defecto, y Race (chasis de carrera), caracterizado por una menor regulación del control de tracción antideslizamiento del sistema Bosch ASR, cambios más rápidos y suspensiones más rígidas.

### Llantas
El MC12 calza unas llantas de 19 plg (48,3 cm) con una anchura de 9 plg (22,9 cm) en la parte delantera y 13 plg (33,0 cm) en la parte trasera. 
Los neumáticos son unos Pirelli P Zero Corsas, con los códigos de 245/35 ZR 19 para los delanteros y 345/35 ZR 19 para los traseros.
Los frenos son de disco, de la marca Brembo, con sistema de antibloqueo (ABS) de Bosch con distribución electrónica de frenado (EBD). Los frenos delanteros tienen un diámetro de 380 mm (15,0 plg), con mordazas de seis pistones, y los frenos traseros tienen un diámetro de 335 mm (13,2 plg), con mordazas de cuatro pistones.
Las tuercas de bloque de las ruedas, que sujetan estas al chasis, tiene un código de colores: rojo en la izquierda del vehículo, azul en la derecha.

## Críticas
Por lo general, el vehículo recibió críticas positivas, pero los críticos dijeron que era difícil de conducir, con un precio sobrevalorado y demasiado largo. Otras críticas señalaron distintas ausencias: maletero, ventana trasera, rueda de recambio y radio; y la forma en la que el motor estaba limitado.
Andrea Bertolini, el conductor en 2008 del equipo Vitaphone Racing, y jefe de pilotos de pruebas durante el desarrollo del MC12, comentó:

«Reacciona bien y es muy fiable en sus reacciones».
Andrea Bertolini

La serie televisiva Top Gear adquirió un MC12, y el piloto anónimo probador "The Stig" realizó un tiempo de vuelta de 1:18,9 en la pista de Top Gear, 0,1 segundos más rápido que su vuelta con el Ferrari Enzo. El presentador Jeremy Clarkson también lo pilotó, comparándolo con el Maserati Biturbo, un vehículo que no era de su agrado. Clarkson criticó duramente el vehículo, señalando, entre otras cosas, que, como al Enzo, le falta una ventana posterior. También, comentó que es "difícil" debido a sus medidas, y "uno de los vehículos más nerviosos" que había conducido, queriendo decir que una pequeña acción del piloto provocaba una reacción exagerada del vehículo.
Respecto al diseño como vehículo de carreras y a la modificación realizada para el modelo de carretera, comentó: "¿Es un corredor? ¿Es un GT? ¿Es un Enzo desafinado en un traje inflado? Realmente, no lo puedes saber." A pesar de estas críticas, realizó un cumplido:

«Este vehículo se desliza sobre los baches, la suspensión absorbe la gandulería de los trabajadores de carretera sin transmitir un sólo murmullo al frío interior con su tapicería hogareña de la moda milanesa.»
Jeremy Clarkson

El crítico Frank Markus de la revista Motor Trend tuvo una opinión más positiva. A pesar de su escepticismo inicial dijo:

«Resulta que el Enzo se comporta como un vehículo de calle más cómodo y atractivo cuando se fabrica como un robusto Maserati de carreras en el entorno urbano».
Frank Markus

Markus saludó la estabilidad de frenado y la manejabilidad del MC12, especialmente el desplazamiento permitido por el control de tracción en curva, comentando que: 

«No hay nada que critiquemos en la conducción al filo de la navaja del Enzo más radical. Es incluso más indulgente en el límite que un Acura NSX.»
Frank Markus

## El MC12 en carreras

### FIA GT

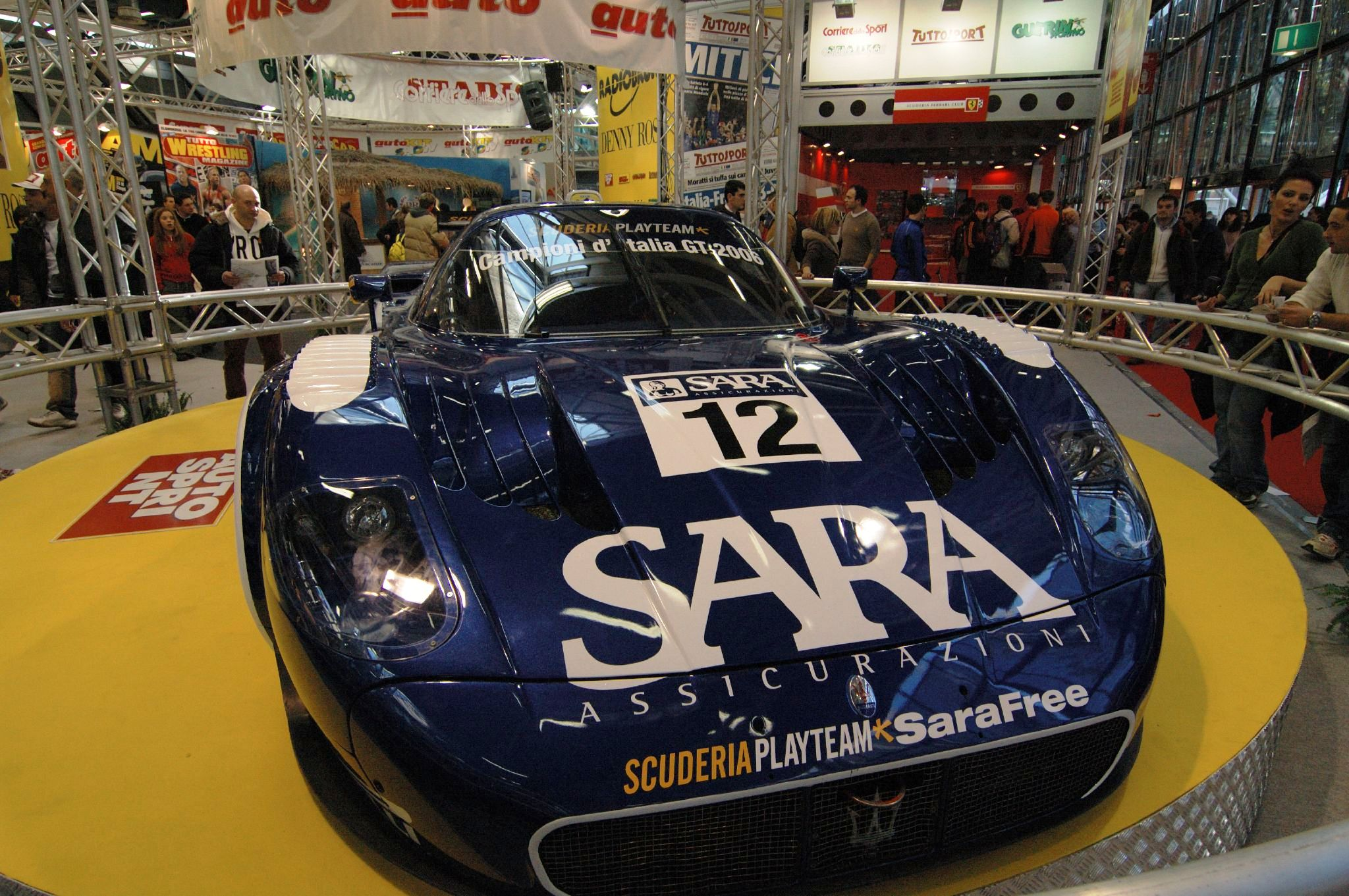
El vehículo de la Escudería Playteam participó en el Campeonato FIA GT.

En 2004 Maserati completó tres campeonatos FIA GT con el vehículo de carreras MC12 GT1 en la clase GT1. El equipo AF Corse debutó en Imola, aunque la FIA no permitió que el MC12 puntuara debido a su debatida homologación. Incluso con este revés, el equipo logró conseguir el segundo y el tercer puesto. 
En el siguiente asalto en el circuito de Oschersleben, el MC12 de Andrea Bertolini y Mika Salo ganó por primera vez. En la ronda final del año, en Zhuhai, finalmente la FIA estuvo de acuerdo en homologar los MC12 y les permitió marcar los puntos para obtener el campeonato. Con esto, el MC12 obtuvo de nuevo la victoria, permitiéndole obtener los suficientes puntos como para finalizar séptimo en el campeonato de equipos.
En 2005 Maserati ganó la copa de constructores de la FIA GT con 239 puntos, casi el doble que el siguiente en la clasificación, el equipo Ferrari, con 125 puntos. Los dos equipos que se inscribieron con un MC12 en la FIA GT, Vitaphone Racing y JMB Racing, finalizaron primeros y segundos respectivamente en la copa de equipos, con Vitaphone ganando por un considerable margen. Cuatro de los pilotos de un MC12 estaban compitiendo para ganar el título de pilotos de la FIA GT Drivers en el Circuito Internacional de Baréin al inicio de la carrera final de 2005: Karl Wendlinger y Andrea Bertolini, cada uno con 71 puntos, y Timo Scheider y Michael Bartels con 70. Gabriele Gardel con Ferrari también tenía 70 puntos, aunque, en la carrera crucial se situó delante de todos los Maseratis, conduciendo un viejo Ferrari 550 Maranello, con lo cual obtuvo el título.

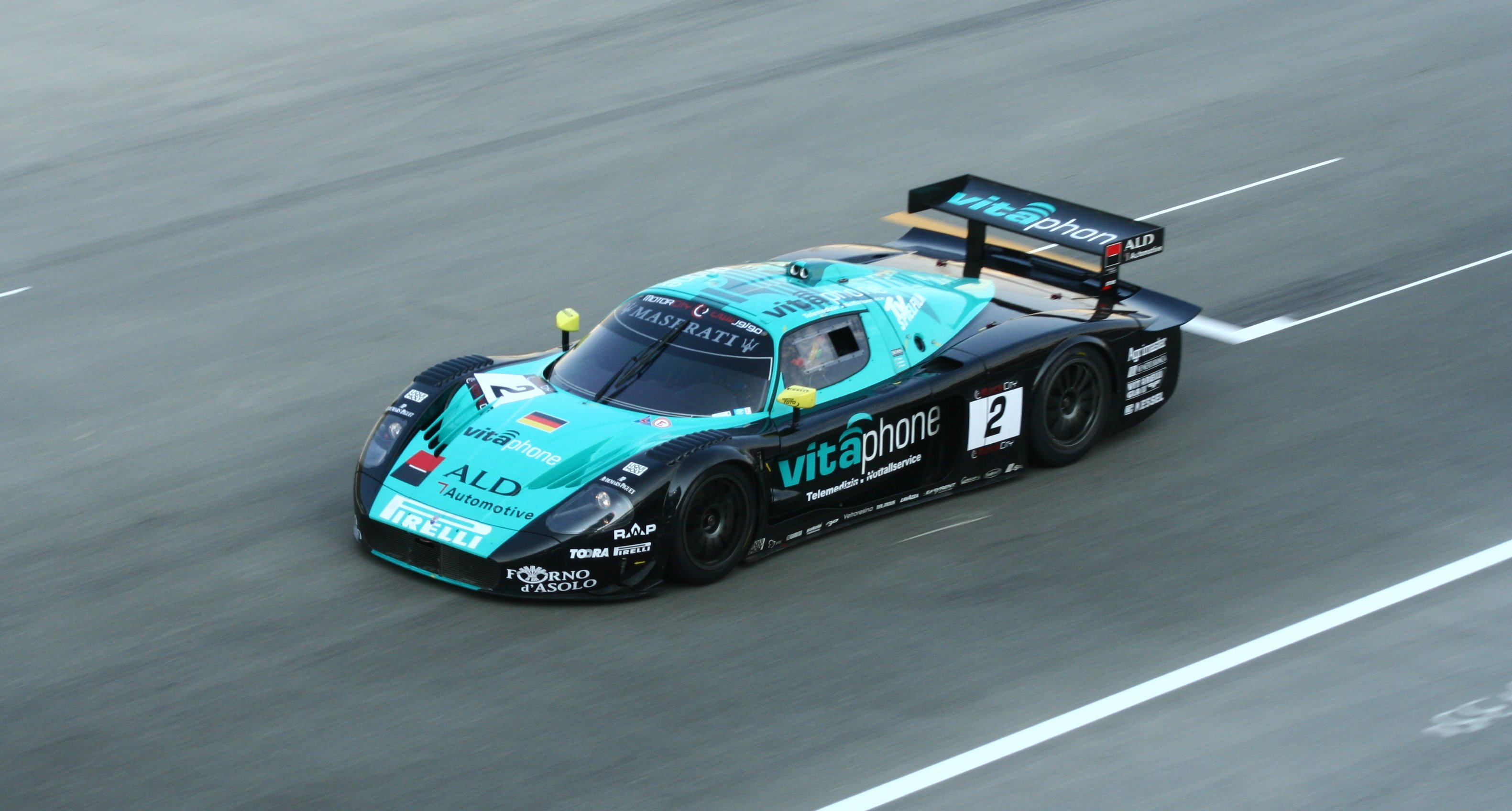
Un vehículo de Vitaphone en el campeonato del 2006 de FIA GT, en el Motorcity 500.

En 2006 Vitaphone Racing fue el único equipo que representaba a Maserati. El 30 de septiembre de 2006 Vitaphone se aseguró el campeonato por equipos en la temporada 2006 del campeonato FIA GT, aunque sus pilotos obtuvieran los puestos quinto y séptimo en la carrera de Budapest 500km con penalizaciones de 85 kg y 105 kg, respectivamente. Bertolini y Bartels también compartieron el primer lugar en el campeonato de pilotos con 71 puntos, pero el campeonato de constructores fue para Aston Martin.
Vitaphone Racing ganó de nuevo el campeonato por equipos de la GT1 en la temporada 2007 de la FIA GT con 115 puntos, seguido por el equipo compañero del MC12, la escudería Playteam Sarafree con 63 puntos. JMB Racing también inscribió dos MC12, pero fueron pilotados por pilotos aficionados, compitiendo en la copa Citation, la cual fue ganada por el piloto de JMB Ben Aucott. Maserati también ganó la copa de constructores con un margen considerable, mientras que Thomas Biagi ganó el campeonato de pilotos. Sus compañeros pilotos de Vitaphone Miguel Ramos y Christian Montanari empataron en la sexta posición, mientras que los pilotos de Playteam Andrea Bertolini y Andrea Piccini estuvieron justo detrás.
En 2008 el equipo Vitaphone Racing volvió con un par de MC12 para los pilotos Andrea Bertolini, Michael Bartels y Miguel Ramos, así como para el recién llegado Alexandre Negrão. JMB Racing retuvo un único MC12 para Ben Aucott, el ganador de la Citation Cup en 2007, y los pilotos Peter Kutemann y Maurice Basso, aunque no volvieron a competir de nuevo en la mencionada copa.

### GT Italiana
Los MC12 han obtenido grandes éxitos compitiendo en Italia y han sustituido la GT3 "Maserati Trofeo Light" con una representación de Maserati en el Campeonato Italiano de Gran Turismos.
En 2005 Maserati introdujo dos MC12 en la división GT1 bajo Scuderia Playteam y Racing Box, acabando en el global primero y tercero, respectivamente.
Los vehículos volvieron en 2006, con Scuderia Playteam de nuevo acabando primera y Racing Box ascendiendo a la segunda posición. 
Desde 2007, los vehículos GT1 no están permitidos en el campeonato y el equipo Scuderia Playteam se fue al campeonato FIA GT.

### Super GT
En 2006 el equipo Team Gogh, ganador de las 24 Horas de Le Mans, intentó competir con un Maserati MC12 en las series Super GT de Japón. Sin embargo, el equipo se vio forzado a retirarse por problemas con su piloto Jan Magnussen, que cayó repentinamente enfermo y tuvo que volver a Dinamarca con decepcionantes tiempos de vuelta en el Circuito de Suzuka durante las pruebas. Mientras que el vehículo era un segundo más rápido en recta que sus rivales de Super GT, perdía más de un segundo por vuelta en curvas debido a su pobre rendimiento aerodinámico.

### American Le Mans Series

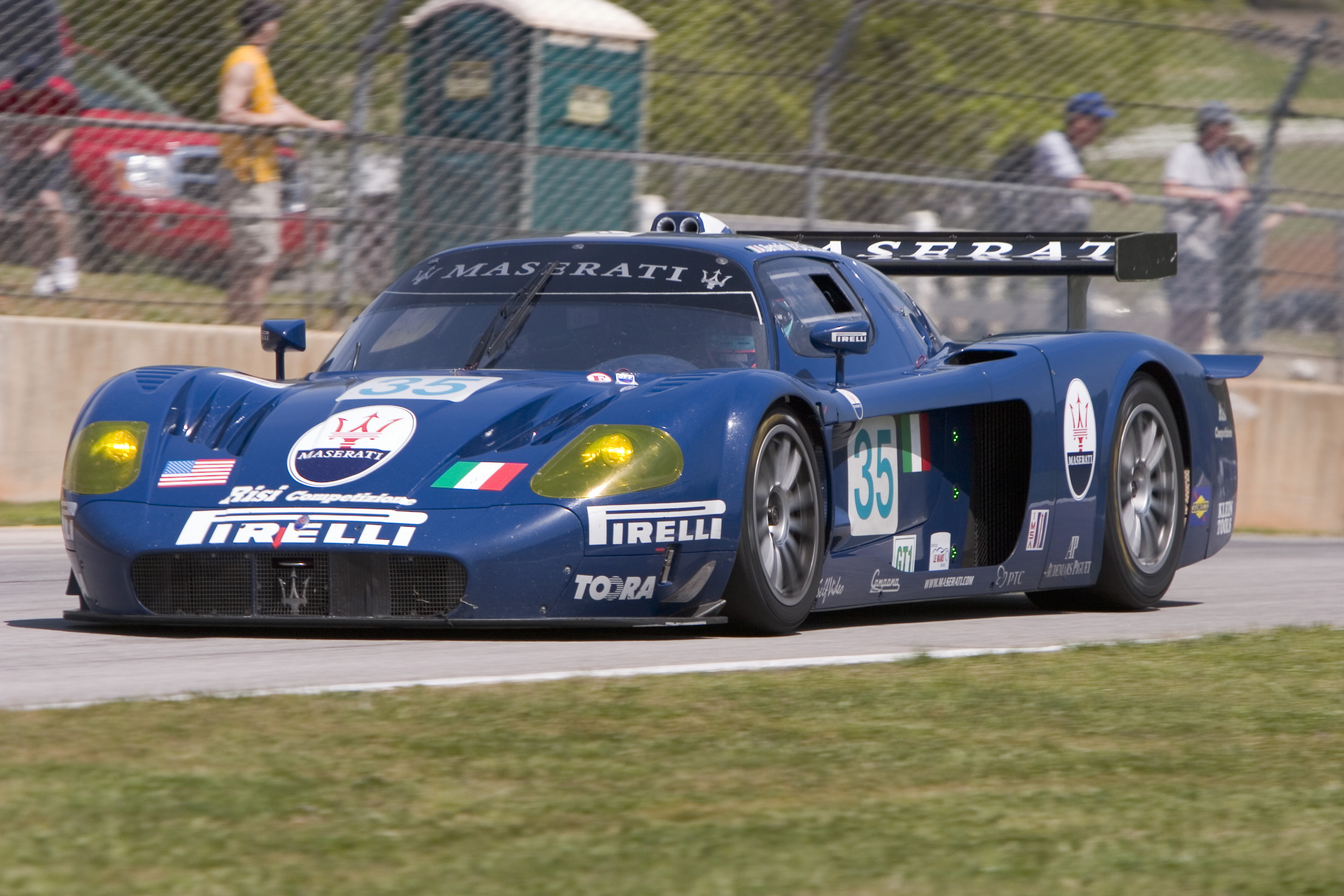
Un Maserati Corse MC12 GT1 en Road Atlanta en 2005.

En 2004 los Maserati MC12 no fueron capaces de competir en las series apoyadas por ACO, por lo mismo que en la Le Mans Series (LMES) en Europa y la American Le Mans Series (ALMS), ya que excedían las restricciones de ancho y largo para su clase. El morro del vehículo se recortó en 200 milímetros (7.9 in) para intentar cumplir con las regulaciones, pero aún era 66 milímetros (2.6 in) demasiado ancho. 
En 2005 el consejo de administración de las ALMS, la International Motor Sports Association (IMSA), permitió al MC12 competir como invitado con el acuerdo de que no les estaba permitido realizar puntos de campeonato y de que siempre debían correr con una penalización de peso. Inicialmente, algunos equipos del ALMS objetaron la participación de los MC12 debido a la posibilidad de que un accidente les pudiera eliminar sus posibilidades en las 24 Horas de Le Mans, pero finalmente el MC12 pudo correr. La ACO mantuvo sus reglas sobre el vehículo y le prohibió entrar en otras pruebas de la Le Mans Series.
El único MC12 se apoyó bajo la bandera de Maserati Corse, pero corrió para el equipo American Risi Competizione. La temporada 2005 de las American Le Mans Series no fue exitosa para el equipo, y no ganó la competición. En la carrera final en Laguna Seca, el MC12 fue golpeado por un competidor, causándole daños que resultaron en una larga parada en boxes. Después de reanudar la carrera, una pérdida de tracción causada por los neumáticos fríos hizo que el vehículo golpeara un bordillo, rompiéndosele el radiador y dejando al MC12 fuera de carrera.

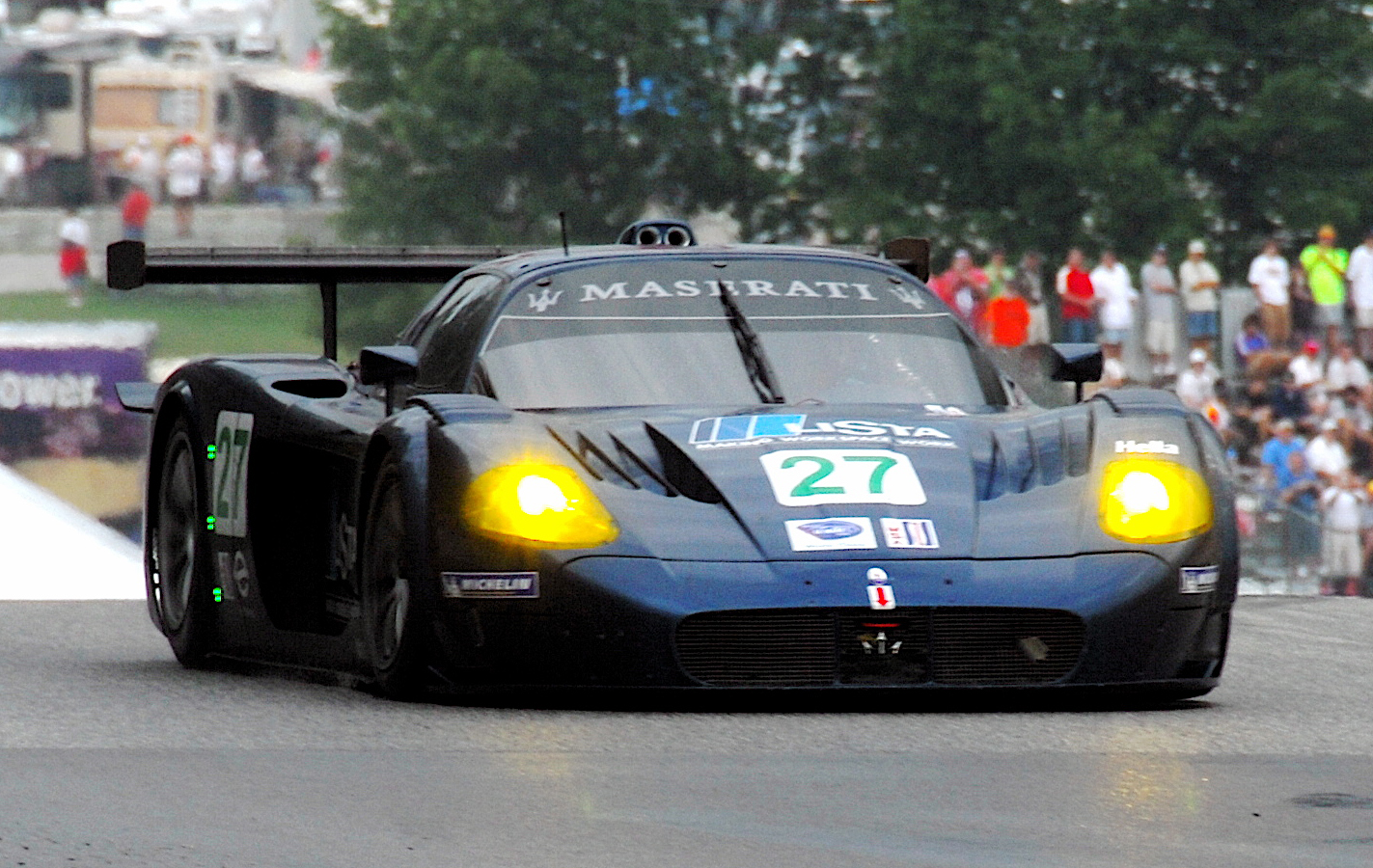
Un MC12 GT1 de Doran Racing en Road America en 2007.

En agosto de 2007, Fredy Lienhard y Didier Theys anunciaron su preparación de un ex-FIA GT MC12 para su uso en la American Le Mans Series. El vehículo hizo su debut en el circuito Road America, finalizando tercero en la clase GT1 después de una calificación competitiva.
La otra única carrera en la que participó fue en la Ronda 11 en Road Atlanta para el Petit Le Mans, donde el equipo no pudo terminar debido a un accidente, aunque se clasificaron segundos para su clase. Sin embargo, el Maserati de Doran había calificado en la pole de la clase. El equipo escogió neumáticos Michelin en lugar de Pirelli, originalmente utilizados por Maserati Corse en 2005, y se le permitió correr con el alerón trasero del tamaño original en lugar del alerón reducido utilizado por Maserati Corse y resto de equipos en el campeonato FIA GT, aunque el alerón no era tan alto. IMSA también permitió al equipo Doran puntuar en los campeonatos de la American Le Mans Series.

## Otros nombres
- MC12 Versione Competizione.[8][6]
- Maserati MC12 Stradale.[8]
- Maserati MCC (nombre en código de desarrollo).[6] MCC significa: Maserati Corse Competizione

## MC12 Corsa
El Maserati MC12 Corsa es un vehículo derivado del MC12, diseñado como vehículo de carreras, aunque pilotado por propietarios privados. Fue desarrollado directamente del MC12 GT1, que había ganado la copa FIA GT en 2005. El MC12 Corsa fue desarrollado a mediados de 2006, según declaraciones de Edward Butler, director general de Maserati en Australia y Nueva Zelanda: «en respuesta a la demanda de los clientes de ser propietarios de un MC12 de carreras en circuitos cerrados, donde los propietarios pueden conducir sus vehículos a gran velocidades en circuitos seguros de carreras».

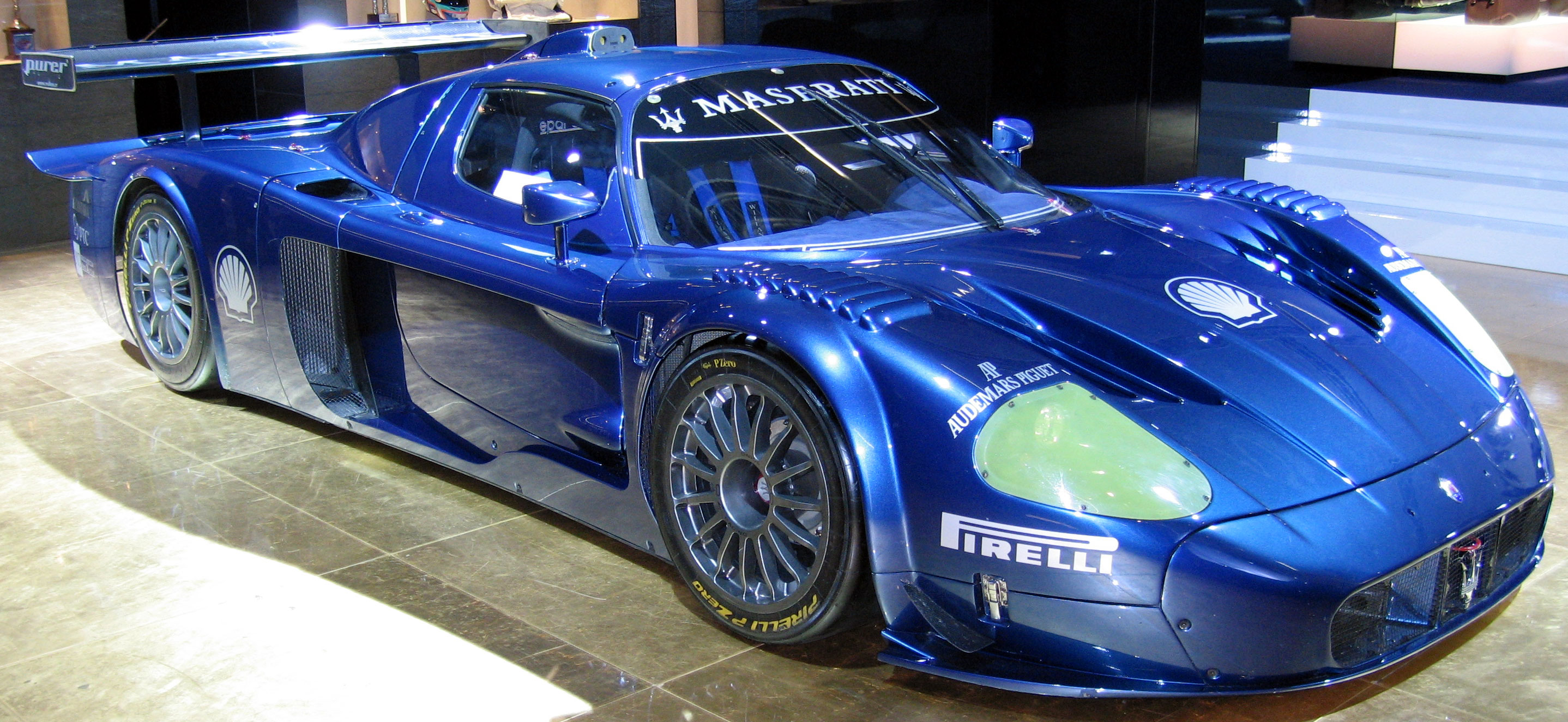
Maserati MC12 Corsa.

Maserati es responsable del mantenimiento y revisión de los vehículos. El vehículo no está homologado para la circulación por carretera ni para ninguna competición oficial, aunque existe un MC12 Corsa modificado para su uso en la calle. 
Su precio es de 1.000.000 € y solo se vendieron 12 a clientes selectos, aunque se fabricaron 3 más para pruebas y publicidad. Tiene el mismo motor V12 de 6 L que la versión de carreras, el MC12 GT1, produciendo 755 CV (745 HP; 555 kW) a 8000 rpm, 122 CV (120 HP; 90 kW) más que el MC12. Al igual que el MC12, la transmisión es la semiautomática Maserati Cambiocorsa. Tiene un morro más corto, que permitió al MC12 GT1 competir en las American Le Mans Series. Por defecto, el MC12 Corsa está disponible en color "Blue Victory", pero es personalizable bajo petición. Mientras que sus frenos son de carreras, de aleación de acero/carbono, el MC12 Corsa no dispone de ABS.
El MC12 Corsa ha sido comparado con el Ferrari FXX, al compartir su no homologación para circular por carretera, su uso exclusivo en circuitos en días de jornadas especiales y ser mantenidos por su fabricante. El Ferrari FXX se utiliza para realizar pruebas de nuevas tecnologías y registrar estadísticas, mientras que el MC12 Corsa solo se utiliza para competir en carreras.

## El MC12 en multimedia
Este vehículo está disponible para conducir en varios videojuegos. Entre los ejemplos puede mecionarse Burnout Revenge, Burnout Dominator, Forza Motorsport 2, Project Gotham Racing 4, Test Drive Unlimited, Forza Motorsport 2, Forza Motorsport 3, Forza Motorsport 4, Forza Horizon, Asphalt 8 o Shift 2: Unleashed, entre otros.
Sus líneas fueron también claramente determinantes a la hora de diseñar el Kamata Angelus. Vehículo especial que apareció por primera vez en Ridge Racer 6 para la plataforma Xbox 360